# Rozafa
Die Burg Rozafa (albanisch Kalaja e Rozafës oder seltener Kështjella e Rozafës, oft nur kurz Rozafa) ist eine Burgruine am südlichen Rand der nordalbanischen Stadt Shkodra.

## Lage

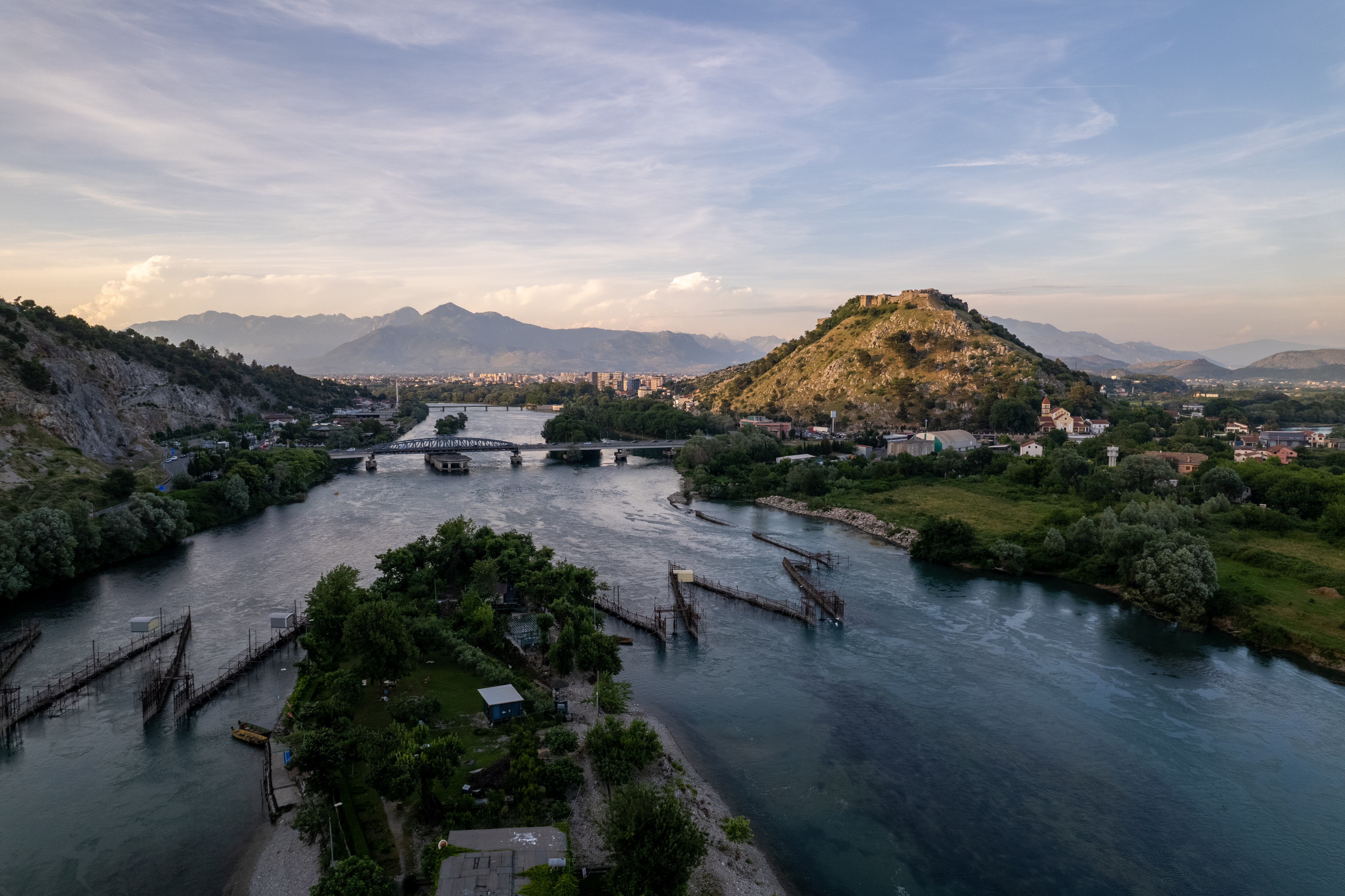
Der Burghügel über der Buna

Die Festung Rozafa wurde auf einem maximal 130 Meter hohen Hügel errichtet, der an strategisch günstiger Stelle den Abfluss des Skutarisees über die Buna kontrolliert. Südlich wird die Anhöhe von den Flüssen Drin und Kir passiert. Die Flanken des Hügels sind bis zu den Mauern sehr steil und felsig. Das weitläufige Gelände der Burg in der Form eines unregelmäßigen Dreiecks umfasst die hingegen eher flache Hügelkuppe. Der Zugang erfolgt von Osten, wo sich der Hügel in geringerer Höhe fortsetzt.

## Geschichte
Bereits im 4. Jahrhundert v. Chr. gründeten Illyrer auf dem Hügel eine Stadt mit dem Namen Scodra, die zur Vorgängerin des heutigen Shkodra zählt. Während der Römerzeit dehnte sie sich bis in die Ebene am Fuße des Hügels aus.
Später haben Byzantiner, lokale Fürsten und Venezianer die Anlage genutzt. Letztere bauten die Befestigungsanlagen stark aus.
1479 konnten die Türken die Burg nach zehnmonatiger Belagerung einnehmen. Bis in die zweite Hälfte des 17. Jahrhunderts war die Burg bewohnt. Erst 1863 wurde die Verwaltung des Vilâyets Shkodra von der Burg ins Stadtzentrum verlegt. Bis ins Jahr 1913, als Montenegriner die Stadt eroberten, wurde die Burg von der osmanischen Armee militärisch genutzt.

## Entstehungssage

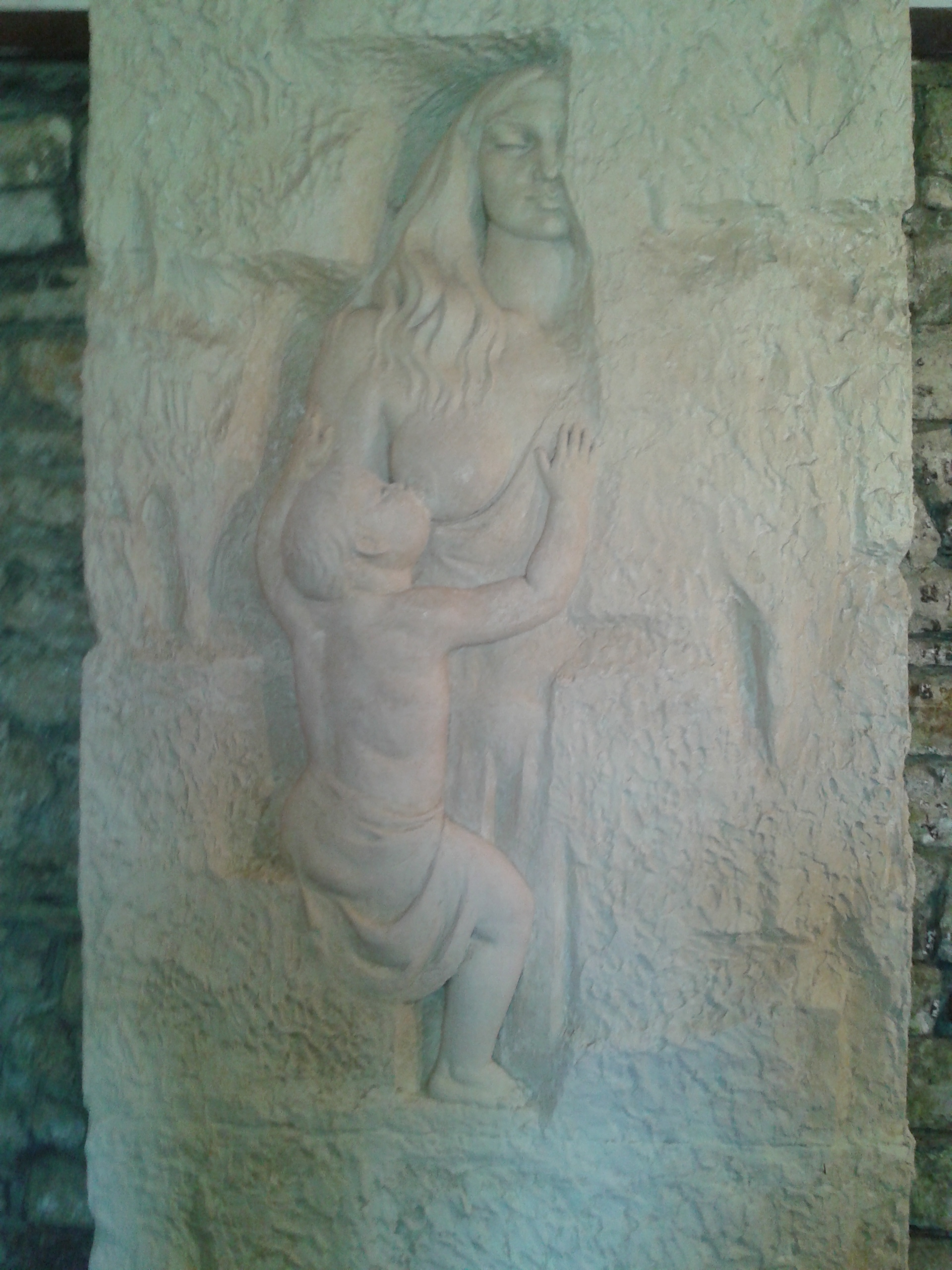
Darstellung der Rozafa-Sage im Burgmuseum

Der Sage nach bauten drei Brüder die Burg. Ihre Bemühungen waren aber umsonst, da die Mauern jede Nacht wieder einstürzten. Ein alter Mann riet ihnen, eine Frau einzumauern. Dann würden die Mauern für immer halten. Die drei Brüder vereinbarten, diejenige ihrer Ehefrauen zu opfern, die am nächsten Tag als erste das Mittagessen bringen würde. Die beiden älteren Brüder weihten ihre Ehefrauen entgegen der Abmachung in den Plan ein. So war es die junge Rozafa, die am nächsten Tag als erstes am Bauplatz erschien. Sie nahm ihr Schicksal hin, bat aber darum, dass man eine ihrer Brüste, einen Arm und ein Bein nicht einmauern würde. So konnte sie weiterhin ihrem jungen Kind die Brust geben, es streicheln und mit dem Bein die Wiege schaukeln.
Davon abgeleitet ist Rozafa auch ein weiblicher Vorname.

## Anlage

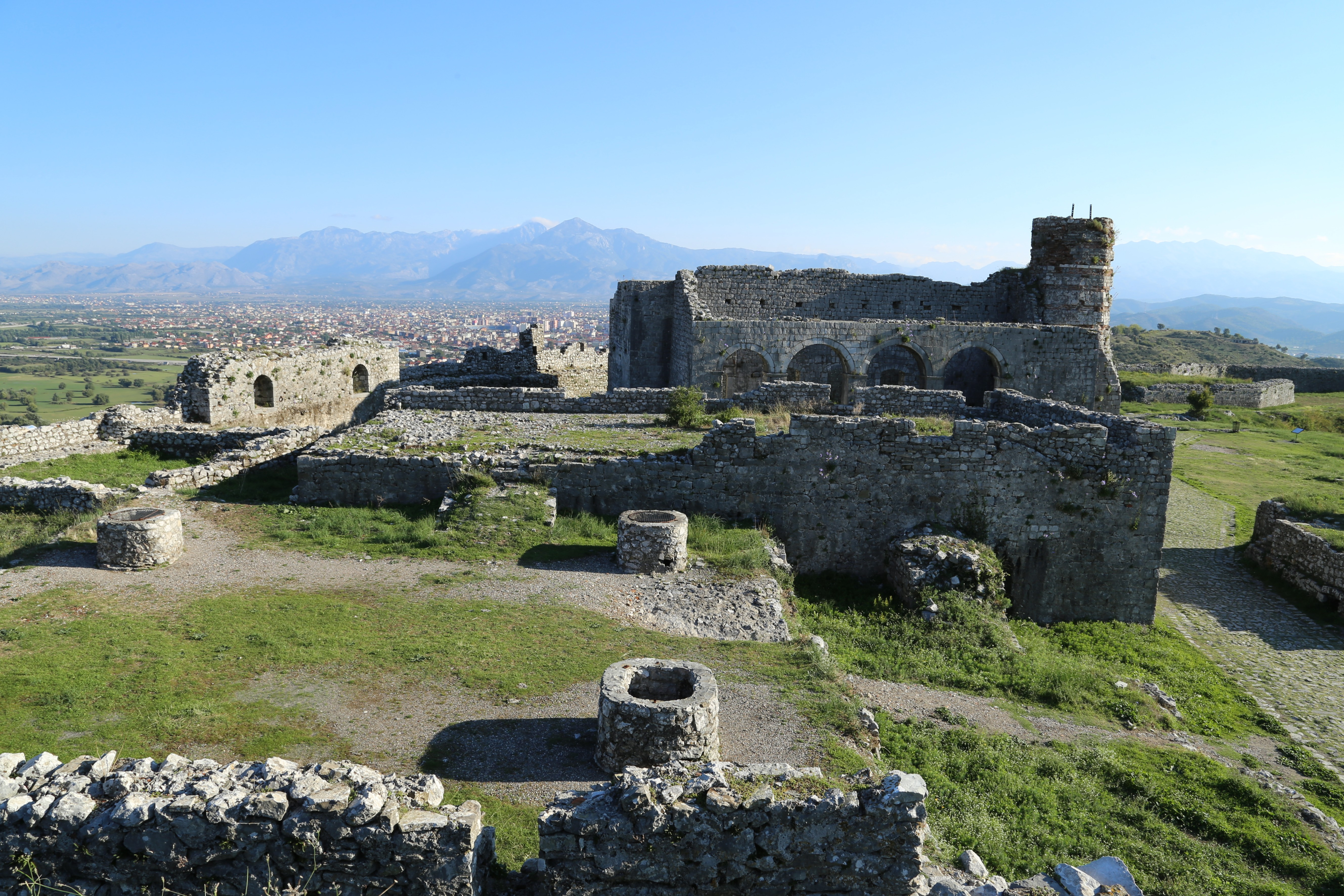
Ruinen in der Festung. Im Hintergrund sieht man die Stadt Shkodra und dahinter die Albanischen Alpen.

Die Festung Rozafa zählt zu den wichtigsten Sehenswürdigkeiten Shkodras und kann gegen Entgelt besichtigt werden. Innerhalb des Geländes gibt es ein kleines Museum und ein folkloristisches Restaurant.
Mit Ausnahme der nach wie vor soliden Befestigungsmauer, die hauptsächlich aus venezianischer Zeit stammen, sind die meisten Gebäude der Burg, zu denen auch die umgewidmete Kirchenmoschee St. Stephan zählt, zerstört. Der Zugang zur Burg führt durch mehrere Tore und die wuchtige Außenmauer. Das davon eingeschlossene Areal umfasst drei Höfe, die durch gesicherte Mauern voneinander abgetrennt waren. An mehreren Stellen kann die Außenmauer bestiegen werden, wovon man die Aussicht über die Stadt Shkodra und den Skutarisee genießen kann.

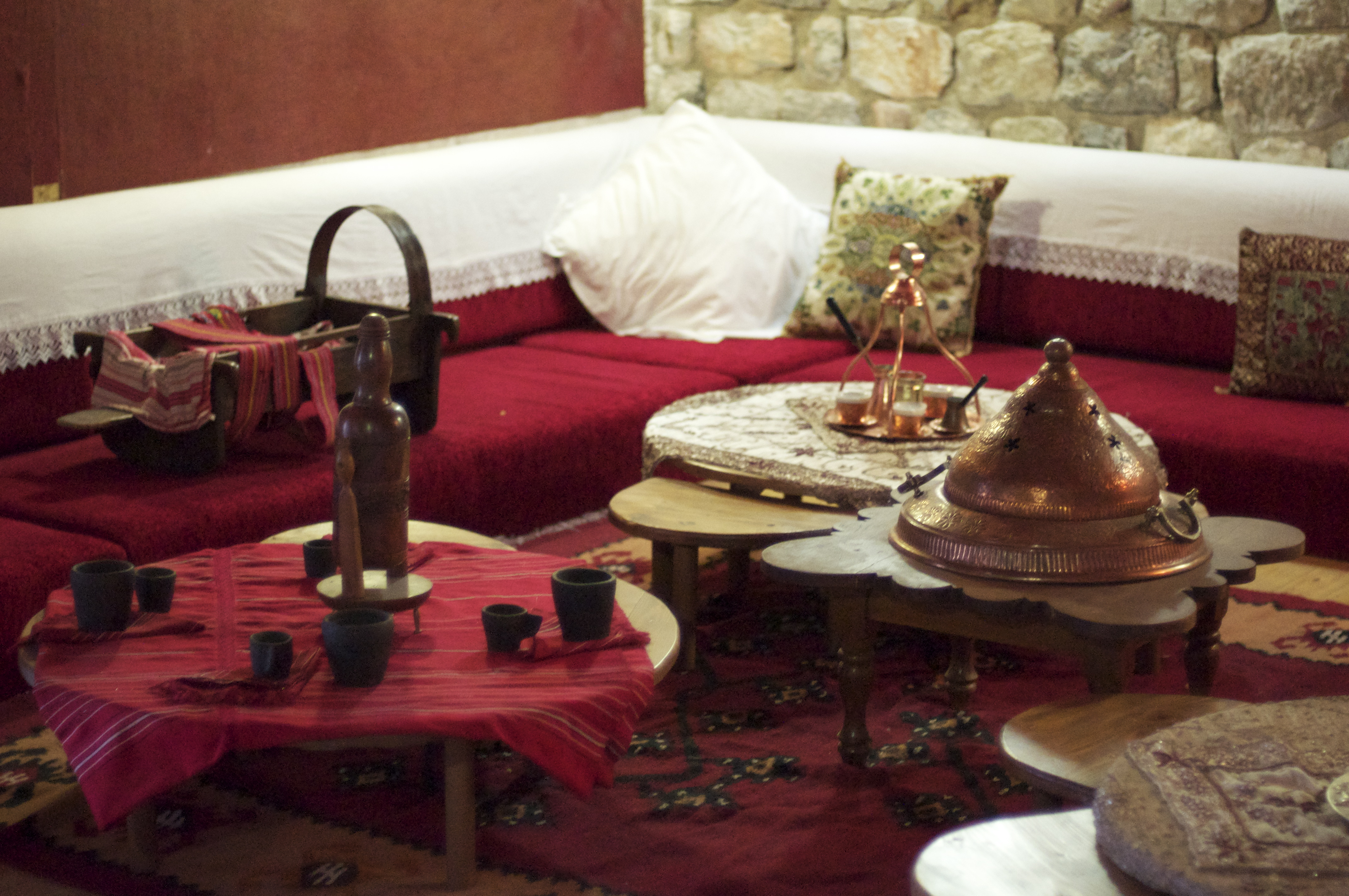
Typisches albanisches Wohnzimmer im Burgmuseum

Im Eingangstor hängen von der Decke weiße Kalksinterablagerungen herunter. Diese mit Muttermilch verglichenen Sinterröhrchen dürften den Ursprung zur Rozafa-Sage gebildet haben.